# Pierre Dominique Garnier
Pierre Dominique Garnier (Marsiglia, 19 dicembre 1756 – Nantes, 11 maggio 1827) è stato un militare francese.
Fu attivo durante le guerre rivoluzionarie francesi e le guerre napoleoniche. Il suo nome è inciso sull'Arco del Trionfo a Parigi.

## Biografia
Nacque a Marsiglia il 19 dicembre 1756. Figlio di un architetto, preferì intraprendere la carriera militare piuttosto di seguire le orme paterne: divenne un soldato del reggimento di fanteria Beauce nel 1773, trasferendosi in un reggimento nell'Île-de-France l'anno successivo. Rimase nell'esercito per altri cinque anni, prima di congedarsi nel 1779 e servire come volontario nei dragoni a Guadalupa dal 1780 al 1787. Nel 1788 fece ritorno in Francia e si affermò come architetto.
A seguito dello scoppio della Rivoluzione, divenne capitano della Guardia nazionale di Marsiglia. Tre anni più tardi, nel 1792, divenne tenente colonnello del battaglione Fédéré de Marseille della Guardia nazionale e il 10 agosto guidò i suoi uomini all'assalto del palazzo delle Tuileries, venendo ferito da un colpo di sciabola. Un mese più tardi venne commissionato all'interno delle forze regolari dell'esercito con il grado di sottotenente e inviato a combattere nell'Armata delle Alpi. Promosso a tenente colonnello nell'ottobre 1792, fu prima inviato in Corsica e poi, nel 1793, sul fronte del Reno, ove prese parte a numerose battaglie, ottenendo una nuova promozione a generale di brigata. Richiamato a sud, tra novembre e dicembre del 1793 prese parte all'assedio di Tolone. Poco tempo dopo, nel 1794, fu nominato generale di divisione.
Aggregato all'Armata d'Italia, guidò una divisione durante la seconda battaglia di Saorgio ma solo un anno dopo, in seguito alla riorganizzazione dell'esercito, fu rimpiazzato dal generale Sérurier e fu affidata lui una divisione nell'Armata delle Alpi. Tornato nell'Armata d'Italia al comando di una divisione, si dedicò alla lotta contro il barbetismo nel 1796. Rimasto nelle file dell'esercito francese in Italia, divenne comandante di Nizza nel 1797. Verso la fine di quell'anno fu sostituito dal generale Pouget ed inviato nell'Armata di Napoli. Dopo l'invasione dello Stato Pontificio ad opera di Berthier, prestò servizio nella capitale della neonata repubblica e ne fu fatto comandante dal generale MacDonald. Resistette per un breve periodo agli attacchi del generale Froelich e del commodoro Troubridge ma, isolato, non ebbe alternative se non quella di arrendersi: il 30 settembre 1799 la guarnigione francese di Roma capitolò. Tornato in patria, fu impiegato dal generale Suchet nella difesa del Var dall'armata austriaca del generale von Melas.
Terminata la guerra della Seconda coalizione, si congedò dall'esercito, dedicandosi alla topografia delle Alpi Marittime, e non prese parte ad alcuna campagna militare sino al 1809, quando fu richiamato per costituire una divisione di riserva a Gand. Nel 1811 fu inviato a Barcellona come comandante generale ma venne richiamato nel luglio 1812 ed inviato nelle Province Illiriche nel 1813, destinato a comandare Lubiana. Con l'apertura del fronte italiano, fece sgomberare Fiume e si spostò a Venezia. In seguito si trasferì a Parma e poi a Torino, dove rimase per 3 mesi. Dopo il ritorno della dinastia Borbone sul trono di Francia, rimase al servizio dell'esercito: le sue posizioni politiche, favorevoli alla repubblica ma contrarie all'impero di Bonaparte, lo misero in buona luce presso i sovrani, che prima gli confermarono il titolo della Legion d'Onore, ricevuto l'anno precedente, poi gli garantirono il titolo di Cavaliere dell'Ordine di San Luigi ed infine lo elevarono a barone. Nei primi giorni del gennaio 1815 fu concesso lui il titolo di Commendatore della Legion d'Onore.
Si ritirò dall'esercito nel gennaio 1815 ma venne richiamato da Bonaparte per gestire il fronte del Var. Garnier fece numerose richieste per essere sostituito ma queste vennero puntualmente respinte. Terminata l'esperienza dei Cento giorni, si ritirò a vita privata a Nizza ma diversi problemi fu costretto a ritornare in Francia. Morì a Nantes l'11 maggio 1827.